# Château du Haut Koenigsbourg
Château du Haut Koenigsbourg (tysk: Hohkönigsburg) er et slot i Alsace, Frankrig, beliggende på Vinruten i Alsace og på kanten af Vogeserbjergene. Der findes omtale af et slot i området fra det 8. århundrede. I 1633 under Trediveårskrigen blev borgen afbrændt af svenske tropper og lå hen som ruin i næsten tre hundrede år.[kilde mangler] I 1899 blev slottet givet til kejser Wilhelm 2. som i 1908 fik færdiggjort en komplet genopførsel af det.